# بي أر دي إم-1
بي أر دي إم-2 (بالإنجليزية: BRDM-1)‏ (بالروسية: БРДМ-1) اختصار كلمة Боевая Разведывательная Дозорная Машина التي تعني مركبة استطلاع قتالية. هي مركبة استطلاع برمائية رباعية الدفع سوفيتية دخلت الخدمة في 1957، سلحت برشاش عيار 7.62 ملم.
كانت تعرف باسم بي أر إم دي في الأتحاد السوفيتي قبل أن تظهر البي أر دي إم-2 حينها حملت اسم بي أر دي إم-1، وحتى ظهورها لأول مرة عام 1957 بقيت على خط الإنتاج حتى العام 1966، بلغ مجموع المركبات المنتجة 10,000 وحدة، حاليا أقل من 600 مركبة لا زالت في احتياط بعض الدول.